# سید امیر خرم
سید امیر خرم (زاده ۱۳۴۱ در تهران) زندانی سیاسی و عضو نهضت آزادی است.

## زندگی
خرم متولد سال ۱۳۴۱ در تهران است و فارغ‌التحصیل دانشگاه شیراز در رشته ماشین آلات کشاورزی بوده و از مدیران پروژهای نیروگاه‌های وزارت نیرو می‌باشد.

## فعالیت سیاسی
او از جانبازان جنگ ایران و عراق است و از سال ۱۳۶۵ به عضویت نهضت آزادی ایران درآمد. او عضو شورای مرکزی نهضت آزادی ایران است و سابقه عضویت بلند مدت در دفتر سیاسی نهضت آزادی و مسئولیت شاخه جوانان نهضت آزادی را در کارنامه خود دارد.

## دستگیری و زندان
خرم در سال ۱۳۸۰ به همراه اعضای نهضت آزادی به صورت موقت بازداشت شد و پس از محاکمه غیر علنی به چهار سال و نیم زندان تعزیری محکوم شد.
او هم‌چنین پس از تظاهرات جنبش سبز در تاسوعا و عاشورای ۱۳۸۸ بازداشت شد و حدود دو ماه را در زندان به سر برد. وی در دادگاه بدوی به خاطر حضور در تظاهرات روز عاشورا و عضویت در نهضت آزادی به هفت سال زندان و ۷۴ ضربه شلاق محکوم شد. در دادگاه تجدید نظر این حکم به شش سال زندان تبدیل شد. او پس از ابلاغ حکم قطعی به صورت تلفنی این ابلاغ را بی‌اعتبار دانست. روز ۲۰ شهریور ۱۳۹۰ مأموران دادستانی به بازداشت او اقدام و برای تحمل شش سال زندان به زندان اوین منتقل کردند.

مهندس خرم در ۲۲ بهمن ۱۳۹۴ آزاد شد.

## پیوند
سایت شخصی امیر خرم